# Parthenocissus semicordata
Parthenocissus semicordata es una especie de planta trepadora perteneciente a la familia Vitaceae. Es originaria del Himalaya.

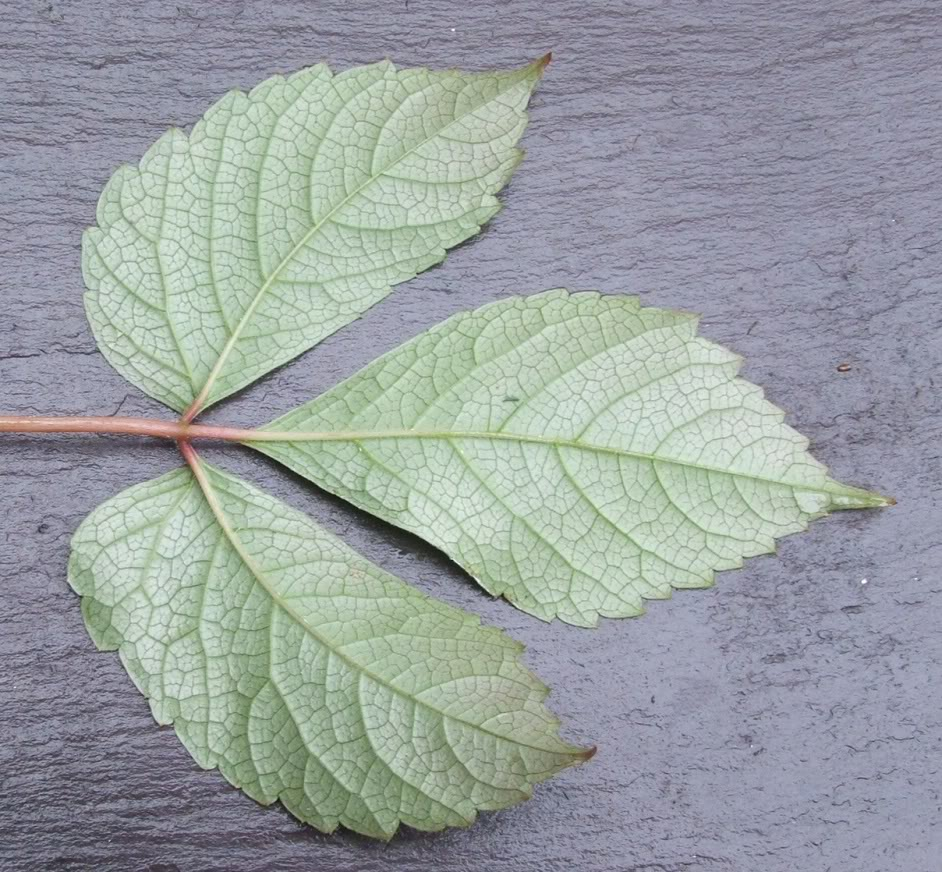
Detalle de la hoja

## Descripción
P. semicordata es una planta trepadora vigorosa. Crece con tres hojas. Como la mayoría de las especies de Parthenocissus utiliza ventosas para sostenerse de las paredes o árboles. Tiene pequeños frutos que parecen uvas y son de color azul oscuro, casi negro cuando están maduros.
Tiene ramillas cilíndricas, pilosas cuando son jóvenes, llegando a ser casi glabras; los zarcillos con 4-6 ramas. Las hojas 3-folioladas; con pecíolo 3,5-15 cm, escasamente pubescentes; foliolos por lo general casi sésiles. Las inflorescencias con pedúnculos de 1.5-3.5 cm, glabros o ligeramente pilosos. El fruto es una baya de 6-8 mm de diámetro, con una o dos semillas. 

## Distribución y hábitat
Se encuentra en los bosques o matorrales en las laderas; a una altitud de 500-3800 metros en Gansu, Guangdong, Guizhou, Hubei, Hunan, Shaanxi, Sichuan, Xizang, Yunnan, Bután, India, Indonesia, Malasia, Birmania, Nepal, Tailandia y Vietnam.

## Taxonomía
Parthenocissus semicordata fue descrita por (Wall) Planch. y publicado en Monographiae Phanerogamarum 5: 451, en el año 1887.
Etimología
El epíteto semicordata deriva del término latino corda que significa corazón. 
Variedades aceptadas
- Parthenocissus semicordata var. roylei (King ex R. Parker) Nazim. & Qaiser

Sinonimia
- Ampelopsis himalayana Royle
- Parthenocissus cuspidifera var. pubifolia C.L. Li
- Parthenocissus himalayana (Royle) Planch.
- Parthenocissus himalayana var. rubrifolia (H. Lév. & Vaniot) Gagnep.
- Parthenocissus himalayana var. vestita (Royle) Hand.-Mazz.
- Parthenocissus semicordata var. rubrifolia (H. Lév. & Vaniot) C.L. Li
- Psedera himalayana (Royle) C.K. Schneid.
- Vitis himalayana (Royle) Brandis
- Vitis himalayana var. semicordata (Wall.) Wall.
- Vitis himalayana var. semicordata (Wall.) M.A. Lawson
- Vitis rubrifolia H. Lév. & Vaniot
- Vitis semicordata Wall.	basónimo
- Vitis semicordata var. himalayana (Royle) Kurz ex Hance[4]